# Kirby’s Return to Dream Land
Kirby's Return to Dream Land, znany w Japonii jako Hoshi no Kirby Wii (jap. 星のカービィWii) oraz w Europie i w Australii jako Kirby's Adventure Wii – komputerowa gra platformowa wyprodukowana przez HAL Laboratory i wydana przez Nintendo w 2011 roku na konsolę Nintendo Wii. Jest to kolejna, dwunasta część z serii gier Kirby.

## Fabuła
Akcja gry rozgrywa się na planecie PopStar na której rozbija się statek kosmiczny, a jego szczątki rozsypują się po całej okolicy. Kirby wraz z Waddle Dee, King Dedede i Meta Knightem mają za zadanie pozbierać wszystkie części, aby naprawić statek kosmiczny oraz pomóc kosmicie o imieniu Magolor wrócić do swego domu.

## Rozgrywka
Gracz może się wcielić w Kirby'ego lub jego przyjaciół: Waddle Dee, King Dedede i Meta Knighta oraz zbierać takie przedmioty, jak gwiazdki  i wiele innych. Gra pozwala także na rozgrywkę do czterech osób.